# Dorfkirche Biesdorf

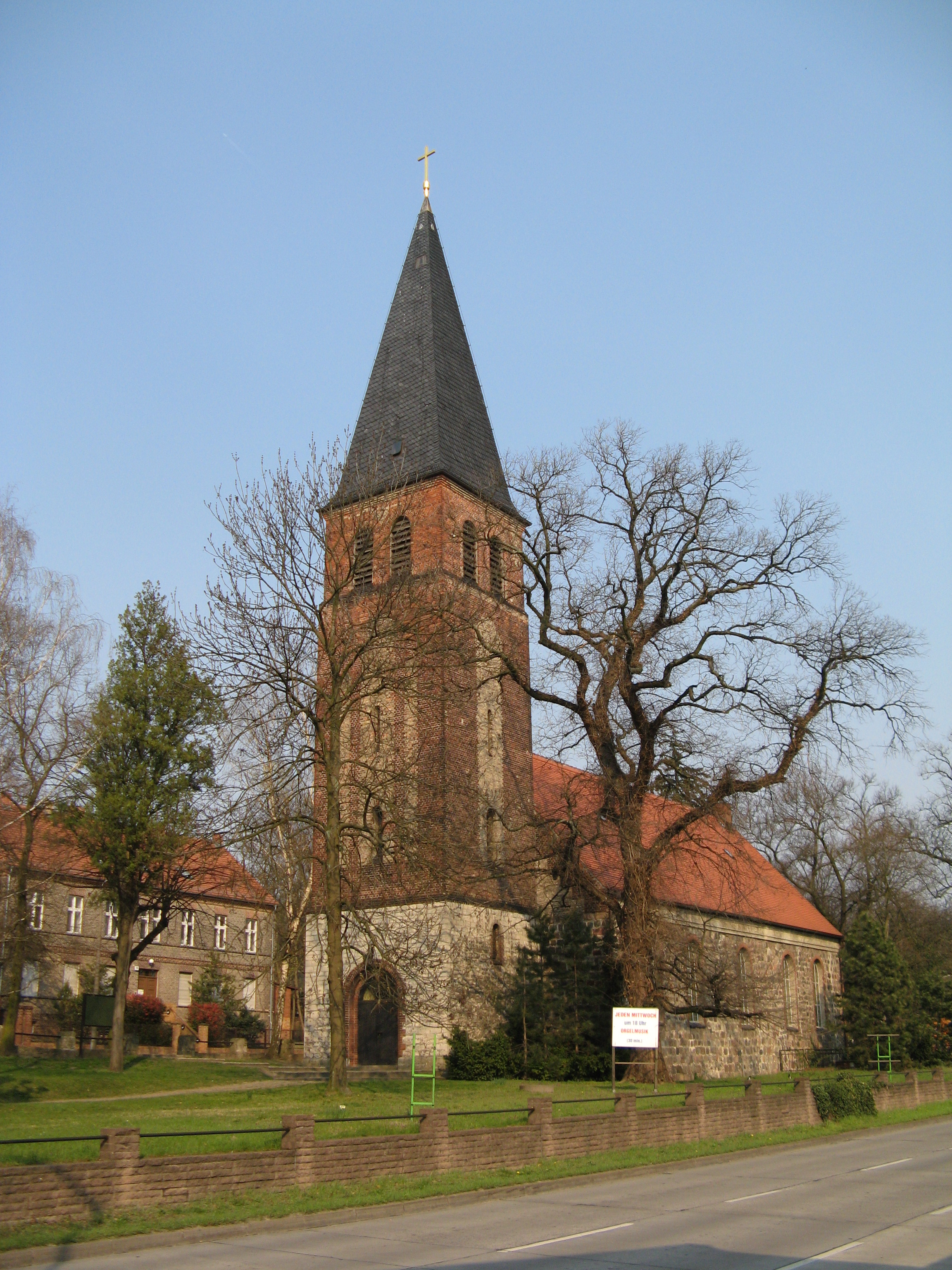
Süd-West-Ansicht der Kirche

Die evangelische Dorfkirche Biesdorf, die den Namen Gnadenkirche trägt, befindet sich im Berliner Ortsteil Biesdorf. Sie gehört zu den ersten Kirchen auf dem Barnim. Allerdings sind bis auf die Umfassungsmauern des Kirchenschiffs alle anderen Bauteile jüngeren Datums. Außergewöhnlich ist, dass sie von Anfang an als Saalkirche konzipiert war und von der im Hochmittelalter üblichen Bauform (Westturm, Schiff, Chor, Apsis) deutlich abwich.

## Geschichte

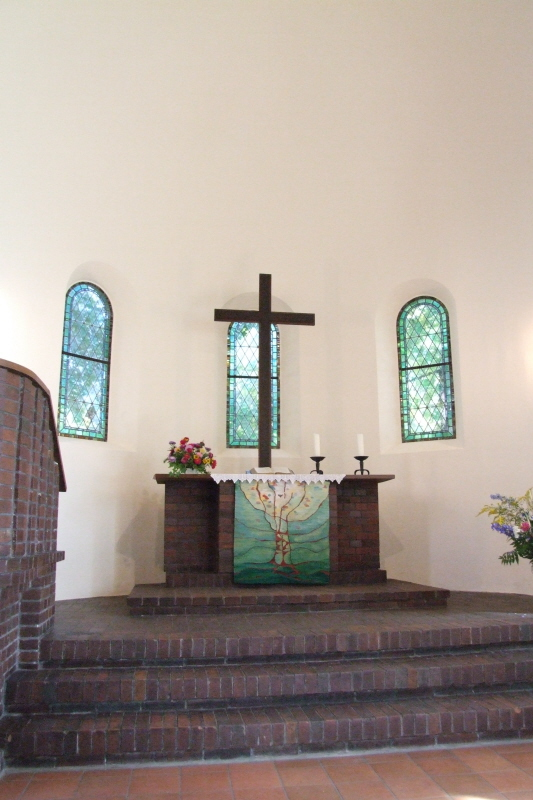
Altar
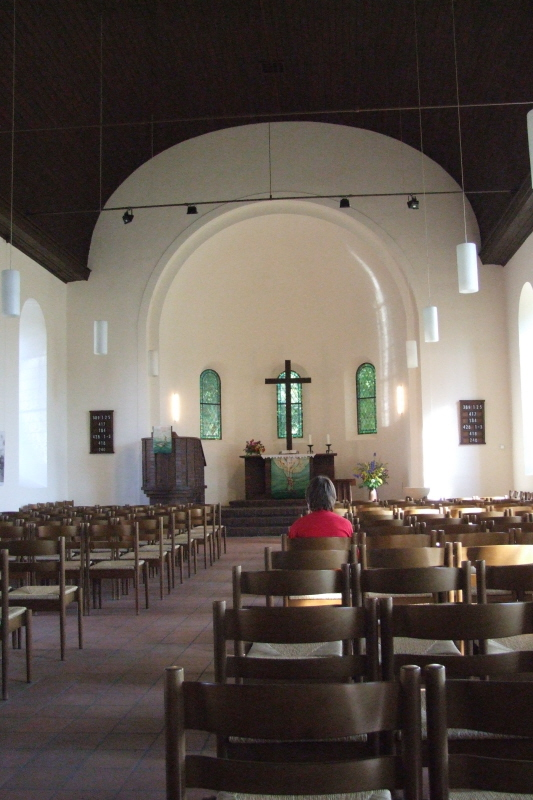
Innenraum
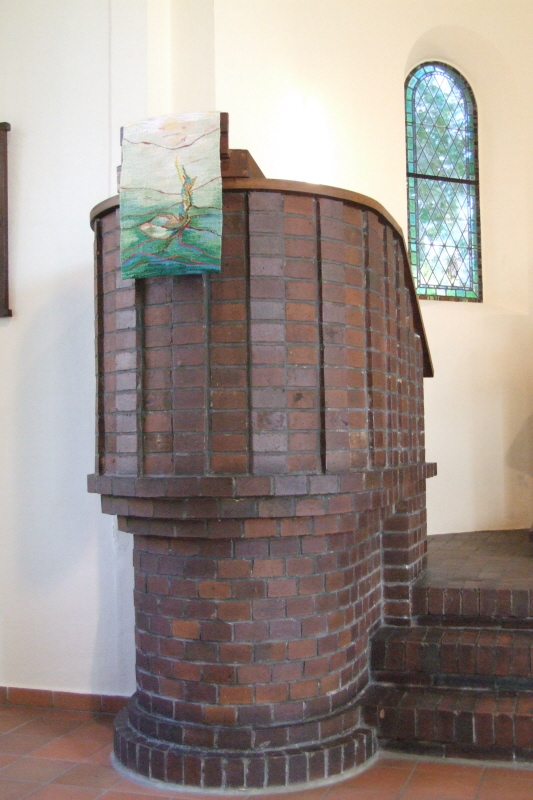
Kanzel
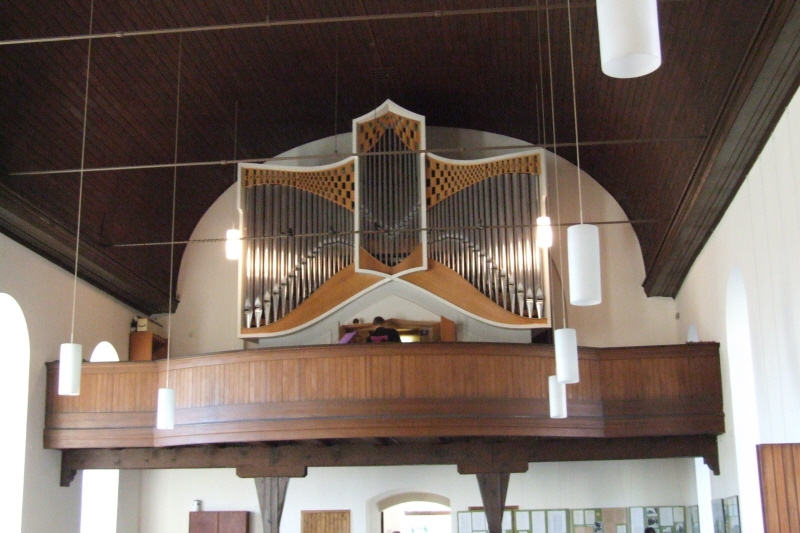
Orgel

Das Dorf Biesdorf wurde, wie die anderen Dorfkirchen im Barnimer Umland von Berlin, um 1230 errichtet. Die Datierung der Dorfkirche stößt auf ein Problem. Sie wurde als Saalkirche erbaut, denn es gibt keine Anzeichen für mittelalterliche Anbauten (Turm, eingezogener Chor oder Apsis). Saalkirchen wurden in der Regel erst ab 1300 errichtet (Ausnahme Dorfkirche Schmargendorf: gegen Ende des 13. Jahrhunderts). Andererseits zeigt sich an der westlichen Nordwand ein zugesetztes Rundbogenportal. Der Rundbogen gilt als Kennzeichen der Spätromanik, also nur in Ausnahmefällen nach 1250. Außerdem zeichnen sich auf der Südwand zwei zugesetzte Portale ab, von denen das westlichere vermutlich einen Rundbogen gehabt hat; dieser Befund ist allerdings nicht zweifelsfrei. Man wird also die Kirche (wie Schmargendorf) in das letzte Viertel des 13. Jahrhunderts setzen müssen. Die zweite Hälfte des 13. Jahrhunderts gilt auch als die Zeit des Übergangsstils.

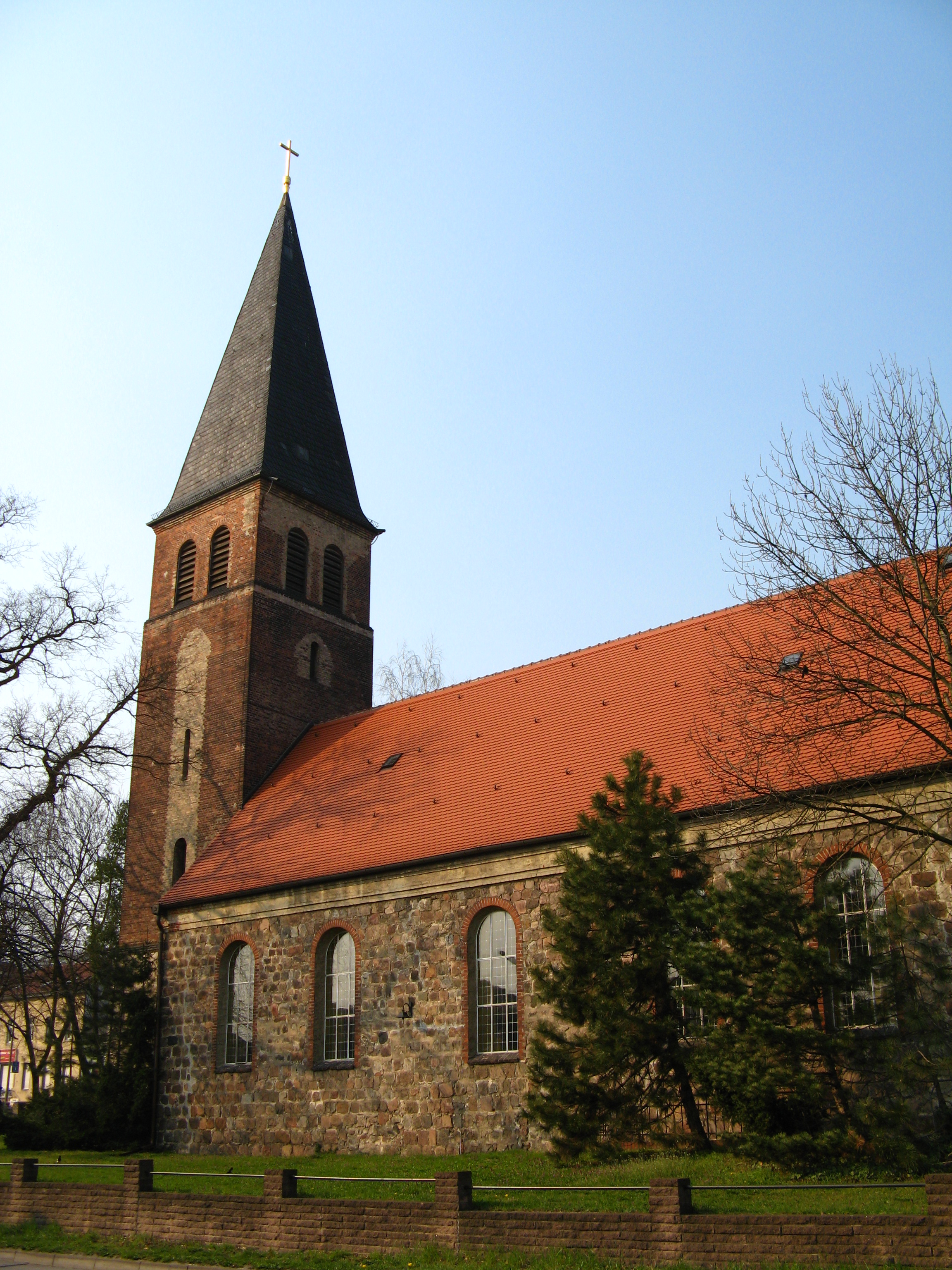
Ansicht von Süd-Ost

Im Jahr 1375 erscheint Biesdorf erstmals urkundlich im Landbuch Kaiser Karls IV., mit 62 Hufen, davon vier Pfarrhufen und eine Kirchenhufe. Pfarrer, Kirche und Grundherr Henning von der Gröben sind hier vermerkt. Noch vor 1472 ging das Kirchenpatronat auf die von Pfuel über, die zugleich auch die Grundherren von Biesdorf (bis 1665) waren.
Zur Kirche Biesdorf kamen im Laufe der Zeit zwei Filiae, die Tochterkirchen Kaulsdorf (seit 1541) und Mahlsdorf (seit 1692).
1682 wurde die Kirche renoviert und umgebaut, 1695 kam eine neue Kanzel hinzu. 1702 wurde ein quadratischer Turm in barocken Formen, also verputzt, vollständig neu erbaut. 1720 wurden sieben Fenster heraus gebrochen und der Chor erneuert.
Im Jahr 1754 brannte die Kirche vollständig aus. Das Inventar wurde teilweise gerettet, aber vieles ging 1762 während der russischen Besetzung im Siebenjährigen Krieg verloren. 1756 wurde die neu aufgebaute Kirche eingeweiht, 1789 kam ein neues Pfarrhaus hinzu.
Seit 1824 gab es eine Orgel in der Biesdorfer Dorfkirche, die in diesem Jahr auch Sitz der Superintendentur wurde.
1896/1897 wurde die Dorfkirche nach Plänen des Architekten Ludwig von Tiedemann unter Anbau eines neuen, 40 m hohen rechteckigen, schiffsbreiten Turms im „Kathedralstil“ (wie an der Dorfkirche Kaulsdorf) aus Backstein mit einem Sockelgeschoss aus Rüdersdorfer Kalkstein (mit einem Spitzhelm) und einer halbrunden Apsis zu einer neugotischen Stadtkirche umgebaut; gleichzeitig wurden die Fenster vergrößert. 1907 wurde die Parochie Biesdorf geteilt, Kaulsdorf und Mahlsdorf waren nun eigene Pfarreien.
1917 wurden die Bronzeglocken, mit Ausnahme der kleinsten Glocke, und die Orgelpfeifen aus Zinn für die Waffenproduktion abgeliefert. Erst 1925 konnte das Geläut erneuert werden, doch schon 1942 wurde es wieder kriegswichtig und musste abgeliefert werden.
Am 20. Januar 1944 wurde die Kirche bei einem alliierten Bombenangriff auf Biesdorf zerstört.
Im Juli 1950 begann der Wiederaufbau. 1951 wurden drei neue Eisenhartgussglocken aus Apolda angeschafft und im Oktober wurde die Gnadenkirche neu eingeweiht. Der Wiederaufbau erfolgte nach einem Entwurf von Herbert Erbs unter Verwendung des Mauerwerks der Ruine und des erhaltenen Turms in schlichten Formen, sodass das Bauwerk wieder mehr einer Dorfkirche ähnelt. Expressionistische Elemente sind das dunkle Tonnengewölbe, der Altar und die Kanzel, die aus roten Klinker gestaltet wurden. Der Taufstein stammt aus dem Jahr 1958. 1978 wurden die Fenster erneuert.
Um 1985 wurde die Straßenführung verändert. Seitdem befindet sich der ehemalige Dorfanger mit der Gnadenkirche auf einer Insel im Verkehrsstrom der auf gemeinsamer Trasse verlaufenden Bundesstraßen B 1 und B 5. Bereits ein knappes Jahrhundert zuvor war ein Großteil des ehemaligen Biesdorfer Friedhofes infolge des Ausbaus der R 1 zerstört worden.
- Altar
- Innenraum
- Kanzel
- Orgel